# گری گراتون
گری گراتون (انگلیسی: Gerry Gratton; ۲۹ اوت ۱۹۲۷ – ۲۸ ژوئیهٔ ۱۹۶۳) وزنه‌بردار اهل کانادا بود.
وی در مسابقات کشوری و بین‌المللی در مجموع برندهٔ ۲ مدال طلا، ۱ مدال نقره شده‌است.